# Karlbergs gård
Karlbergs gård är en gård om sju rum i Karlberg i Karlskoga kommun i Örebro län, uppförd 1836 i herrgårdsstil.